# ستان أوكيرس
ستان أوكيرس مواليد 3 فبراير 1920 في بلجيكا - الوفاة 1 أكتوبر 1956، كان دراج بلجيكي في صنف سباق الدراجات على الطريق.

## سجل النتائج

### سباقات أو مراحل فاز بها
| التاريخ        | السباق                           | المركز                                          |
| -------------- | -------------------------------- | ----------------------------------------------- |
| 24 أغسطس 1941  | شيلدبرايش 1941                   |                                                 |
| 01 يناير 1943  | شال سيلس 1943                    |                                                 |
| 27 يونيو 1943  | لييج-باستون-لييج 1943            |                                                 |
| 30 يوليو 1946  | شيلدبرايش 1946                   |                                                 |
| 23 أغسطس 1947  | طواف سويسرا 1947                 | الثاني في تصنيف الجبال، الثالث في التصنيف العام |
| 06 مايو 1948   | ثلاثة أيام فلاندرز الغربية 1948  |                                                 |
| 22 مايو 1948   | طواف بلجيكا 1948                 |                                                 |
| 08 يونيو 1948  | 1948 Gullegem Koerse             |                                                 |
| 24 يوليو 1949  | سباق طواف فرنسا 1949             | السابع في التصنيف العام                         |
| 01 يناير 1950  | 1950 Challenge Desgrange-Colombo | الثامن في تصنيف النقاط                          |
| 07 أغسطس 1950  | سباق طواف فرنسا 1950             | الثاني في التصنيف العام                         |
| 23 سبتمبر 1950 | 1950 Critérium des As            |                                                 |
| 20 أبريل 1952  | 1952 Roma–Napoli–Roma            |                                                 |
| 01 يناير 1953  | 1953 Critérium des As            |                                                 |
| 26 أبريل 1953  | 1953 Roma–Napoli–Roma            |                                                 |
| 02 مايو 1953   | فليش والون 1953                  | الأول في التصنيف العام                          |
| 31 أغسطس 1954  | شال سيلس 1954                    |                                                 |
| 01 يناير 1955  | 1955 Challenge Desgrange-Colombo | الأول في تصنيف النقاط                           |
| 01 يناير 1955  | Grand Prix Martini 1955          |                                                 |
| 01 يناير 1955  | سباق الطريق في بطولة العالم 1955 |                                                 |
| 30 أبريل 1955  | فليش والون 1955                  | الأول في التصنيف العام                          |
| 01 مايو 1955   | لييج-باستون-لييج 1955            | الأول في التصنيف العام                          |
| 04 سبتمبر 1955 | 1955 Critérium des As            |                                                 |
| 01 يناير 1956  | Grand Prix Martini 1956          |                                                 |
| 29 أبريل 1956  | 1956 Roma–Napoli–Roma            |                                                 |
| 03 يونيو 1956  | 1956 Bordeaux–Paris              |                                                 |

## روابط خارجية
- ستان أوكيرس على موقع أرشيف الدراجات (الإنجليزية)
- ستان أوكيرس على موقع إحصائيات الدراجات الإحترافية (الإنجليزية)
- ستان أوكيرس على موقع CycleBase (الإنجليزية)